# Notre-Dame du Langbian

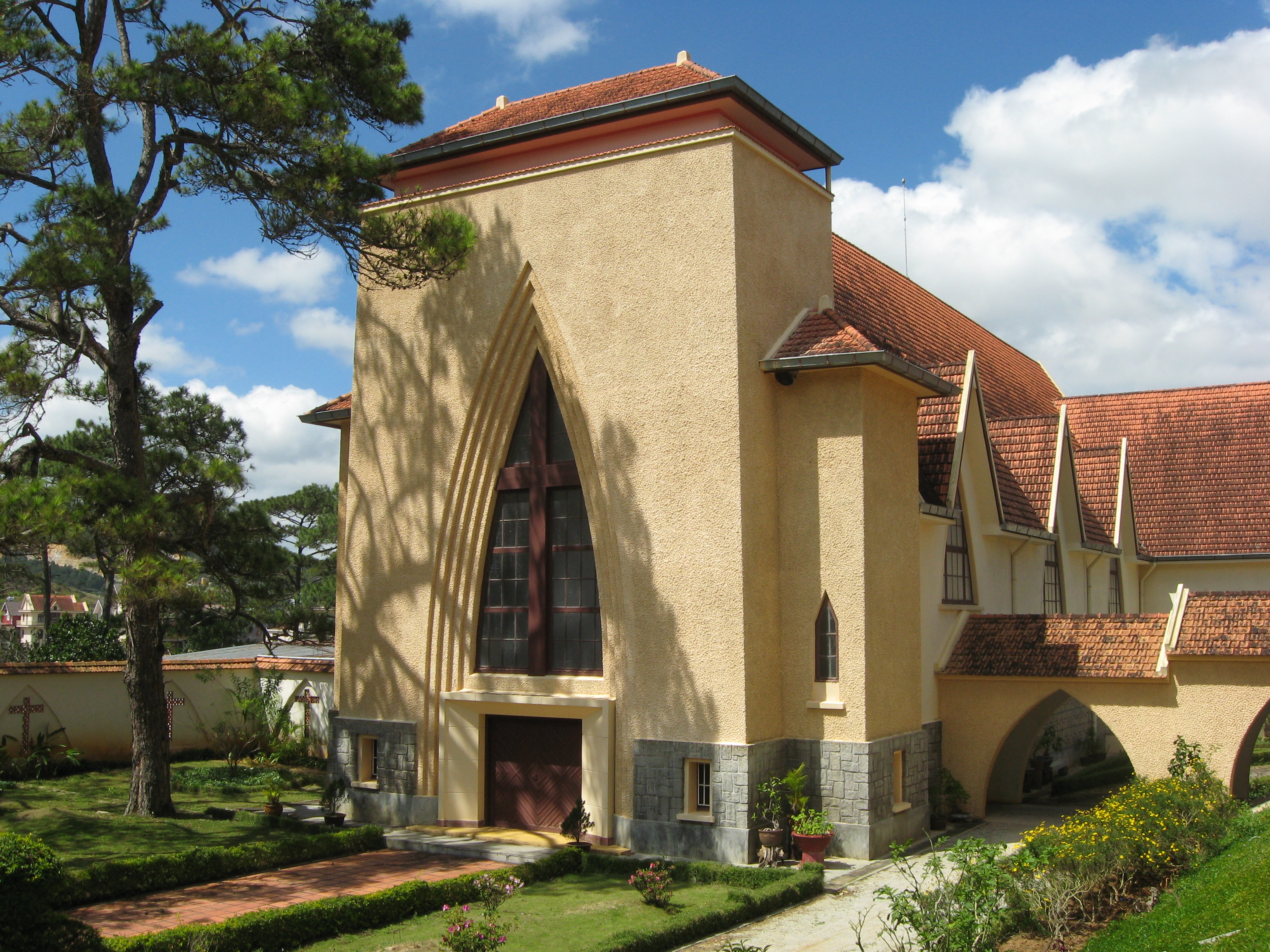
Vue de la chapelle du couvent en 2011

Notre-Dame du Langbian (ou Les Oiseaux) est une filiale du couvent Notre-Dame-des-Oiseaux de Verneuil située à Dalat qui instruisait les jeunes filles de bonne famille (européennes ou vietnamiennes) du temps de l'Indochine française et du Sud Viêt Nam. Cet internat catholique a fermé ses portes à l'arrivée des communistes en avril 1975. La chapelle est placée sous le vocable de Notre Dame et doit son nom au plateau du Langbian.

## Historique
La pension a été ouverte en 1935 à Dalat, ville élégante de villégiature dans les montagnes, où demeurait la famille de Bao Dai, et où les coloniaux passaient leurs vacances pour y fuir les grandes chaleurs (surtout entre février et mai). Elle est administrée alors par la congrégation de Notre-Dame dont les religieuses arrivent de France à l'invitation de l'épouse de Bao Dai, Nam Phuong, qui fait don du terrain et qui y inscrit ses filles. L'internat accueillait dans les années 1950-1960 jusqu'à trois cents jeunes filles, soit internes soit externes. Tous les cours étaient en français et le sport était à l'honneur. Le vietnamien a été introduit en 1970.
Les religieuses sont dispersées à l'arrivée du pouvoir communiste en 1975 et l'internat réquisitionné pour servir d'école de formation aux professeurs destinés aux tribus ethniques des montagnes (Moïs) dont le vietnamien n'est pas la langue maternelle. Quatre religieuses âgées bénéficient du droit depuis 1995 de demeurer dans une partie de l'ancien couvent et disposent de deux hectares (sur les douze à l'origine) pour cultiver des fleurs et des légumes.
Dans le cadre d'un programme de réhabilitation du tourisme international à Dalat, les autorités ont restauré la chapelle en 2011.